# Соловьёва, Валентина Павловна
Валенти́на Па́вловна Соловьёва (1928, д. Трошата, Пермско-Ильинский район, Пермский округ, Уральская область, СССР — 22 марта 2004, Пермь, Пермская область, Россия) — пекарь-мастер Пермского хлебокомбината № 1 Министерства пищевой промышленности РСФСР, Герой Социалистического Труда (1971).

## Биография
Родилась в 1928 году в деревне Трошата Пермско-Ильинского района Пермского округа Уральской области (ныне — территория города Краснокамска Пермского края). По национальности русская.
Во время Великой Отечественной войны работала на Государственном союзном заводе № 10 имени Ф. Э. Дзержинского Наркомата боеприпасов СССР (ныне — ФГУП «Машиностроительный завод имени Ф. Э. Дзержинского») в городе Молотов (с 1957 года — Пермь) Молотовской (с 1957 года — Пермской) области (ныне — Пермского края), выпускавшего взрыватели для снарядов, мин и авиабомб.
В 1946 году трудоустроилась рабочей на Молотовский хлебокомбинат № 1, впоследствии повышена до мастера-пекаря. Осваивала новую технику, переводилась в отстающие бригады и выводила их в передовые, была наставницей молодых рабочих. За стабильно высокие достижения по итогам семилетнего плана (1959—1965) награждена орденом Ленина.
Указом Президиума Верховного Совета СССР от 26 апреля 1971 года «за выдающиеся успехи, достигнутые в выполнении заданий пятилетнего плана по развитию пищевой промышленности» удостоена звания Героя Социалистического Труда с вручением ордена Ленина и золотой медали «Серп и Молот».
До выхода на заслуженный отдых работала начальником цеха Пермского хлебокомбината № 1. Многократно избиралась депутатом Ленинского районного Совета депутатов трудящихся города Перми.
Жила в Перми, где скончалась 22 марта 2004 года.
Награждена 2 орденами Ленина (21.07.1966; 26.04.1971), медалями.